# 에탈
에탈(독일어: Ettal)은 독일 바이에른주에 있는 도시이다.